# 阿納環礁
阿納環礁（Anaa）是南太平洋法屬波利尼西亞的環礁，屬於土阿莫土群島的一部分，由同名市镇管辖，位於大溪地島以東350公里，由11個島嶼組成，長29.5公里、寬6.5公里，土地面積38平方公里，潟湖面積90平方公里，2022年人口530。

## 外部連結
- Atoll list (in French) （页面存档备份，存于）
- （页面存档备份，存于）
- Alternative names